# Askims, Östra Hisings, Västra Hisings, Inlands Södre och Torpe häraders domsaga
Askims, Östra Hisings, Västra Hisings, Inlands Södre och Torpe häraders domsaga var en domsaga i Göteborgs och Bohus län, bildad 1686. Domsagan delades 1857 upp i Askims, Östra Hisings och Västra Hisings häraders domsaga och Inlands Södre, Inlands Nordre, Inlands Torpe och Inlands Fräkne häraders domsaga
Domsagan lydde under Göta hovrätt. Domsagan omfattade häraderna Inlands Södre, Inlands Torpe, Askim, Västra Hising och Östra Hising

## Tingslag
- Askims och Östra Hisings tingslag till 1823
- Askims tingslag från 1824
- Västra och Östra Hisings tingslag från 1824
- Västra Hisings tingslag till 1823
- Inlands Södre tingslag
- Inlands Torpe tingslag